# John Nilsson (Sportler)
John Nilsson (* 14. August 1905 in Taxinge; † 22. Oktober 1978 in Stockholm) war ein schwedischer Bandy-, Eishockey- und Fußballspieler. Er ist einer von drei schwedischen Sportlern, die in den drei Sportarten Landesmeister wurden und Länderspiele bestritten.

## Laufbahn
Nilsson begann seine Laufbahn bei Södertälje SK. Mit dem Klub gewann er 1925 den schwedischen Eishockeymeistertitel. Im selben Jahr schloss er sich AIK Solna an. 1931 gewann er mit der Bandymannschaft den nationalen Meistertitel. Bis 1936 spielte er 150-mal für den Klub in der Fotbollsallsvenskan und wurde 1932 schwedischer Fußballmeister, ehe er 1934 erneut schwedischer Eishockeymeister wurde.
Nilsson bestritt 19 A-Länderspiele für die schwedische Fußballnationalmannschaft, bei denen ihm sieben Tore gelangen. Zudem absolvierte er ein B-Länderspiel. In der schwedischen Eishockeyauswahl kam er elfmal zum Einsatz und wurde 1932 Europameister. Zudem bestritt er zwei Bandyländerspiele.
Nilsson wurde 1931 als Stor Grabb im Fußball ausgezeichnet. Nach Ende seiner aktiven Laufbahn blieb er als Funktionär bei AIK dem Verein erhalten.